# Cleora raphis
Cleora raphis är en fjärilsart som beskrevs av Fletcher 1967. Cleora raphis ingår i släktet Cleora och familjen mätare. Inga underarter finns listade i Catalogue of Life.